# Геращенко Михайло Мойсейович
Миха́йло Мойсе́йович Гера́щенко (25 серпня (6 вересня) 1906 — 28 червня 1972) — радянський військовик, у роки німецько-радянської війни командир взводу 1035-го стрілецького полку 280-ї стрілецької дивізії 60-ї армії Центрального фронту, Герой Радянського Союзу (1943).

## Біографія
Народився 25 серпня (за новим стилем 6 вересня) 1906 року в Полтаві в сім'ї робітників. Після закінчення початкової школи працював на Полтавській ковбасній фабриці.
У 1924 році призваний до лав Червоної армії. Демобілізувався у 1934 році. Працював слюсарем Водоканалтресту.
Вдруге призваний в січні 1940 року. Закінчив Миргородське військове училище. У боях Німецько-радянської війни з жовтня 1941 року. Воював на Сталінградському і Центральному фронтах у складі 1035-го стрілецького полку 280-ї стрілецької дивізії.
Дивізія сформована в грудні 1941 року як 280-та стрілецька дивізія другого формування, навесні 1942 року була передана до складу 48-ї армії Брянського фронту і утримувала оборону в районі залізничної станції Руський Брод на лінії Орел — Лівни. Наприкінці 1942 року дивізія брала участь у прориві оборонних укріплень німців в районі Лівни. У складі 70-ї армії брала участь у звільненні Курська, звільнивши місто Фатеж і наступаючи в напрямку Орла.
Після утворення в цьому районі Курської дуги, 280-та стрілецька дивізія тримала оборону в північній частині курського виступу, а потім, отримавши поповнення, була перекинута в самий центр Курської дуги, до складу військ 60-ї армії.
Особливо відзначився взвод лейтенанта Геращенка під час звільнення України влітку і восени 1943 року. В цей час у взаємодії з іншими частинами 280-та дивізія 6 вересня звільнила Конотоп, незабаром було звільнено Бахмач. Дивізія брала участь у визволенні Ніжина Чернігівської області. Зламуючи оборонні рубежі противника, знищуючи його техніку, частини 280-ї стрілецької дивізії стрімко вийшли до Десни в районі міста Остер і з ходу її форсували. Переслідуючи ворога, полки досягли Дніпра.
Бійці взводу лейтенанта Геращенка з 3-ї стрілецької роти 1035-го стрілецького полку у ніч на 26 вересня в числі перших форсували Дніпро недалеко від села Сивка. 27 вересня вони вступили в бій з противником на правому березі Дніпра.
В нагородному листі на М. М. Геращенка значиться:

| «У боях за правий берег річки Дніпро 27 вересня 1943 року тов. Геращенко був атакований противником. Підпустивши гітлерівців на близьку відстань тов. Геращенко відкрив рушнично-кулеметний вогонь, що примусило ворога відступити, залишивши на полі бою 30 солдатів і офіцерів. Контратака була відбита, взвод просунувся вперед, сприяючи висадці на правий берег всього батальйону...» |
Під час цієї лютої сутички з ворогом Михайло Мойсейович був поранений, але продовжував битися, командувати взводом. Через два дні, 29 вересня, в бою за село Ротичі Чорнобильського району лейтенант Геращенко знову продемонстрував сміливість і залізну витримку, особистим прикладом надихав бійців подвиги. В цьому бою М. М. Геращенко був вдруге поранений. Але стікаючи кров'ю, не пішов з поля бою і не залишив своїх солдатів доти, доки вони остаточно не закріпилися в зайнятому селі. Взвод лейтенанта Геращенка в цьому бою знищив до роти гітлерівців. Після бою мужнього командира доставили в медсанбат, а звідти в госпіталь, де понад восьми місяців лікарі боролися за його життя.
Указом Президії Верховної Ради СРСР від 17 жовтня 1943 року за мужність і героїзм, проявлені при форсуванні Дніпра і утриманні плацдарму на його правому березі лейтенанту Михайлу Мойсейовичу Геращенку присвоєно звання Героя Радянського Союзу з врученням ордена Леніна і медалі «Золота Зірка».
Після виходу з госпіталю Михайло Мойсейович не зміг повернутися в діючу армію. У 1945 році звільнений в запас. Мешкав у Харкові. Працював на залізничній станції Балашовка.
Помер 28 червня 1972 року. Похований у Харкові.

## Вшанування пам'яті
На честь вояка у повоєнні роки названа вулиця у Шевченківському районі Полтави (пролягає від вулиці Панаса Мирного до вулиці Лесі Українки).